# Kuifje en de blauwe sinaasappels
Kuifje en de blauwe sinaasappels (Tintin et les oranges bleues) is een Franse film uit 1964 geregisseerd door Philippe Condroyer. Een jaar later verscheen een Kuifje-album onder dezelfde titel dat op de film is gebaseerd. 

## Rolverdeling
| Acteur             | Personage            |
| ------------------ | -------------------- |
| Jean-Pierre Talbot | Kuifje               |
| Jean Bouise        | Kapitein Haddock     |
| Félix Fernández    | professor Zonnebloem |
| Franky François    | Jansen               |
| André Marié        | Janssen              |
| Jenny Orléans      | Bianca Castafiore    |
| Ángel Álvarez      | Professor Zalamea    |
| Max Elloy          | Nestor               |
| Pedro Mari Sánchez | Pablito              |
| Salvador Beguería  | Francesito           |
| Pierre Desgraupes  | zichzelf             |

## Nederlandse synchronisatie
- Kuifje - Sam Verhoeven
- Kapitein Haddock - Bas Keijzer
- Trifonius Zonnebloem - Jan Nonhof
- Professor Antenor Zalamea - Lucas Dietens

## Uitgave
Kuifje en de blauwe sinaasappels verscheen in 2008, 2009 en 2011 op dvd met een nieuwe Nederlands ingesproken geluidsband. De dvd bevat ook het originele Franstalige geluidsspoor.